# أني روسي
أنّي روسي (بالإنجليزية: Anni Rossi)‏ هي مغنية مؤلفة ومغنية أمريكية، (و. م).

## وصلات خارجية
- أني روسي على موقع ميوزك برينز (الإنجليزية)
- أني روسي على موقع أول ميوزيك (الإنجليزية)
- أني روسي على موقع ديسكوغز (الإنجليزية)